# کریگ باک
کریگ باک (انگلیسی: Craig Buck؛ زادهٔ ۲۴ آگوست ۱۹۵۸) بازیکن سابق والیبال اهل ایالات متحده آمریکا است. باک از ستاره‌های سابق تیم ملی آمریکا در دو المپیک ۱۹۸۴ و ۱۹۸۸ بود که به مدال طلا رسید.